# 渭沱镇
渭沱镇，是中华人民共和国重庆市合川区下辖的一个乡镇级行政单位。

## 行政区划
渭沱镇下辖以下地区：
渭沱社区、白湾村、荷叶村、大岚村、凉水村、白坪村、龙门村、六角村、七星村、油桥村、蓝天河村、化龙村和金山村。